# Hvězda (sedlo)
Hvězda je horské sedlo v České republice ležící v pohoří Orlické hory a na území přírodního parku Suchý vrch - Buková hora.

## Poloha
Sedlo Hvězda se nachází v jihovýchodním cípu Orlických hor zvaném Bukovohorská hornatina asi 1 km na jih od jejího nejvyššího vrcholu Suchého vrchu, 6,5 km jihozápadně od města Králíky a 7 km východně od města Jablonné nad Orlicí. Jeho nadmořská výška je 843 m a leží mezi vrcholy Prostřední vrch a Suchý vrch. Sedlem Hvězda prochází hlavní evropské rozvodí Severního a Černého moře.

## Geomorfologické zařazení
Sedlo se nachází v geomorfologickém celku Orlické hory, podcelku Bukovohorská hornatina, okrsku Orličský hřbet a podcelku Suchovršský hřbet.

## Vegetace
Okolí sedla Hvězda je porostlé téměř výhradně a souvisle smrčinami.

## Komunikace a turistické trasy
Skrz sedlo Hvězda neprochází žádný silniční komunikace. Jeho prostorem sice prochází silnice odbočující ze silnice I/11 na sousedním Červenovodském sedle a vedoucí k rozhledně na Suchém vrchu, ale přichází po západním úbočí Prostředního vrchu, Hvězdu v těsné blízkosti míjí a pokračuje dále po západním úbočí Suchého vrchu. Větší význam má Hvězda jako rozcestí turistických tras. Prochází tudy červeně značená Jiráskova cesta ze Suchého vrchu do Jablonného nad Orlicí, zeleně značená turistická trasa 4234 rovněž ze Suchého vrchu na Bukovou horu a začíná modře značená trasa 1855 do Červené Vody. Prochází tudy cyklotrasy a běžkařské trasy spravované Ski-areálem Čenkovice.